# Tirrenia
Tirrenia est une frazione sise sur le littoral de Pise qui compte 3 112 habitants. Elle est située au sud-ouest du chef-lieu communal. Localité balnéaire fondée sous le régime fasciste dans les années 1930, elle tire son nom de la mer Tyrrhénienne, bien qu'elle soit bordée, selon les conventions utilisées par l'Organisation hydrographique internationale, par la mer Ligure.

## Géographie
Immergée dans la pinède maritime du littoral pisan, Tirrenia est baignée par la mer Ligure. Toutefois, on considère généralement que cette partie de la mer appartient à la Tyrrhénienne, dont provient le nom de la ville. Tirrenia est située dans la partie centrale de la côte toscane, immédiatement au sud de la Versilia, et est également comprise à l'intérieur du territoire du parc naturel de Migliarino, San Rossore e Massaciuccoli. La zone urbaine s'étend le long de la côte et est délimitée au nord par Marina di Pisa et au sud par Calambrone. Son territoire abrite parmi les dernières dunes de l'Italie, protégées par une oasis de la WWF.

## Histoire
La frazione fut fondée le 3 novembre 1932 (9e année du régime fasciste, selon la numérotation des années utilisée à l'époque), et fut une des villes de nuova fondazione voulues par le régime. Elle fut plus particulièrement l'œuvre de Costanzo Ciano, originaire de Livorno et confrère de Benito Mussolini, et de Guido Buffarini Guidi, podestat de Pise.
Jusqu'alors marécageuse, la zone fut réaménagée avec le projet d'en faire la "perle de la Méditerranée" ou "perle de la Tyrrhénienne et la capitale cinématographique d'Italie. Tirrenia fut confiée à l'administration communale pisane et se vit octroyer un statut particulier à travers l'Ente autonomo Tirrenia.
Des architectes de toute l'Italie furent sollicités, comme Adolfo Coppedè, Federico Severini et Antonio Valente, et donnèrent à la ville un cachet typique du rationalisme. La frazione était coupée du nord au sud par la route du littoral (viale del Tirreno), et avait pour centre la Piazza dei Fiori.
En outre, on édifia plusieurs structures hôtelières adaptées aux jeunes, notamment des nombreuses colonies de vacances dans la partie plus méridionale de Tirrenia, aux abords de Calambrone. Le développement du secteur de la construction fut aussi important avec l'érection de villas résidentielles pour les riches que la municipalité voulait attirer sur son territoire: on prévoyait déjà en faire un lieu de villégiature estivale. Même si ces réalisations furent beaucoup plus modestes que prévu, malgré tout, pendant les années 1930, on ouvrit plusieurs chantiers à Tirrenia.
En contraste avec l'élégance des plages, une vaste ferme, appelée la Fattoria di Tirrenia, s'étendait derrière le centre urbain. Elle appartenait aux contes Gabrielli di Quercita et était, à son tour, un exemple d'architecture rationaliste. On la considérait une entreprise modèle grâce à sa contribution à la bataille du blé (elle accueillit par exemple les premières faucheuses électriques en Italie). Sous le nom de Azienda agricola di Tirrenia, cette ferme est encore aujourd'hui en activité.